# Група ризику
Група ризику — термін, що використовується переважно в медицині і соціології. Це визначення є збірним для представників населення, найбільш уразливих до певних соціальних, медичних впливів або впливу довкілля.

## У медицині
У медицині, зокрема в українській, — соціальна група, стосовно якої є прямі епідеміологічні дані про те, що її представники через певні об'єктивні чинники частіше за представників загального населення інфікуються ВІЛ або щодо якої є обґрунтовані припущення спеціалістів про високий рівень такого ризику.
Термін «група ризику» застосовується в українському законодавстві.
Поняття групи ризику у формулюванні «групи підвищеного ризику щодо інфікування ВІЛ» охарактеризовано у підпункті 4 пункту 1 ст. 1 Закону України «Про протидію поширенню хвороб, зумовлених вірусом імунодефіциту людини (ВІЛ), та правовий і соціальний захист людей, які живуть з ВІЛ» таким чином: 
«групи підвищеного ризику щодо інфікування ВІЛ — групи населення, яким з урахуванням особливостей їх поведінки та поведінки їхнього оточення загрожує підвищений ризик контакту з джерелом ВІЛ. Визначення та перегляд переліку таких груп здійснюється спеціально уповноваженим центральним органом виконавчої влади у галузі охорони здоров'я з урахуванням критеріїв та рекомендацій Всесвітньої організації охорони здоров'я» (ця норма Закону набула чинності 15 січня 2011 р.).
Підвищений ризик інфікування ВІЛ обумовлений соціально-економічними, поведінковими чи медичними чинниками.Законодавством України визначено відкритий перелік груп ризику, серед яких експліцитно (тобто явним чином) названі такі вісім груп:
1. «безпритульні та бездомні громадяни, передусім діти, у тому числі із сімей, що перебувають у складних життєвих обставинах»;
2. «мігранти»;
3. «особи, звільнені від відбування покарань» (тобто звільнені з місць позбавлення волі);
4. «особи, які займаються проституцією», тобто особи, що надають сексуальні послуги на комерційній основі (ПКС);
5. «особи, які утримуються в установах виконання покарань» (тобто ув'язнені; використовується також формулювання «засуджені та особи, взяті під варту»);
6. «споживачі ін'єкційних наркотиків» (СІН);
7. «чоловіки, які мають сексуальні стосунки з чоловіками» (ЧСЧ);
8. «працівники, які мають підвищений ризик інфікування ВІЛ».

Перші сім категорій визначені чинною Загальнонаціональною програмою забезпечення профілактики ВІЛ-інфекції, лікування, догляду та підтримки ВІЛ-інфікованих і хворих на СНІД на 2009–2013 роки, затвердженою Законом України
від 19 лютого 2009 р. № 1026-VI, та Завданнями і заходами, що є додатком до цієї Програми.
Остання, восьма, категорія зазначена ст. 21 Закону України «Про протидію поширенню хвороб, зумовлених вірусом імунодефіциту людини (ВІЛ), та правовий і соціальний захист людей, які живуть з ВІЛ» (відповідно норма закону набрала чинності 15 січня 2011 р.).
Вираз «група ризику» може застосовуватися щодо інших інфекцій та хвороб. Зокрема, традиційно виділяються, наприклад, групи ризику зараження захворюваннями, що передаються статевим шляхом, розвитку наркоманії, розвитку психозів, імовірність викидня при вагітності, розвитку захворювань серцево-судинної системи і так далі.

## У соціології
У соціології під групою ризику розуміють соціальні групи, члени яких уразливі або можуть понести збиток від певних медичних або соціальних обставин, а також категорії населення, які більше за інших схильні скоювати кримінальні або делінквентні вчинки.
Наприклад, в психолого-педагогічній практиці розглядається поняття «Діти групи ризику», в яку традиційно включають дітей з неблагополучних сімей, дітей з поведінкою, що відхиляється, що вчаться з проблемами в навчанні і розвитку, а також дітей з хронічними захворюваннями і інвалідів. Також, наприклад, психологами розглядається поняття «Сім'ї групи ризику».

## У розмовній мові
У розмовній мові, а також в засобах масової інформації поняття «Група ризику» вживається часто для позначення груп населення, найбільш схильних до яких-небудь дій певного роду: бути обкраденим, бути побитим на вулиці, бути підданим насильству на робочому місці і т. д.